# شهرستان اسلت
شهرستان اسلت یا هاسلت (به فرانسوی: Hasselt) در استان لمبورگ  در منطقه فلاندری در کشور بلژیک واقع شده‌است.